# Karbazol

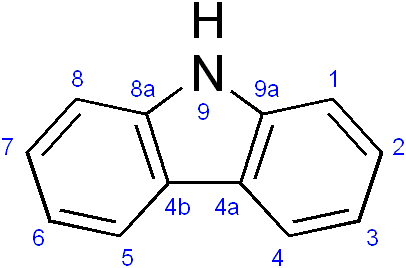
Strukturformel.

Karbazol eller difenylimid är en heterocyklisk förening, upptäckt av Carl Graebe och Carl Andreas Glaser i stenkolstjära, där den förekommer i den så kallade antracenoljan.
Karbazol kristalliserar i glänsande fjäll, har en smältpunkt på 238 grader Celsius och en kokpunkt på 335 grader. Karbazol har haft teknisk användning för framställning av färgämnen, särskilt hydronblått och karbazolgult.